# Kyska dalli
Kyska dalli is een vlokreeftensoort uit de familie van de Uristidae. De wetenschappelijke naam van de soort is voor het eerst geldig gepubliceerd in 1964 door Clarence Raymond Shoemaker.